# 부홍
진 태조 무혜황제 부홍(秦 太祖 武惠皇帝 苻洪, 284년 ~ 350년)은 중국 오호 십육국 시대 저족의 수장으로, 훗날 전진을 세운 부건의 아버지이다. 전진이 건국된 이후 황제로 추존되었다.

## 생애
부홍은 저족 출신으로 약양(略陽)에서 출생하였다. 원래 성은 포씨(蒲氏)이다. 영가의 난이 일어났을 무렵에 저족 무리의 수장으로 부족을 이끌며 호저교위,진주자사,약양공(護氐校尉秦州刺史略陽公)을 자칭하였다.
310년에 전조(前趙)의 유연(劉淵)이 포홍에게 관작을 내렸으나 받지 않고 독자적으로 활동하였다. 유요(劉曜)가 관중(關中)을 장악한 이후 전조에 복속하였으며 329년에 전조가 멸망하자 후조(後趙)에 복속되었다.
333년, 석생(石生)의 반란에 참여하여 석호(石虎)에 맞섰으나 패배한 후 다시 석호에게 복속하였는데, 석호는 저족과 강족(羌族) 10여 만 호를 관동(關東)으로 이주시켰다. 포홍은 저족을 이끌고 방두(枋頭 : 허난성 준현)에 주둔하였다. 석호의 치하에서 포홍은 장군으로 활약하여 많은 전공을 세웠으며, 이로 인해 염민(冉閔)의 참소를 받기도 했다.
349년, 포홍 등의 장수들은 장안(長安) 방면의 반란을 진압하였는데, 그 사이에 석호가 죽고 석세(石世)가 즉위하였다. 포홍 등은 돌아오는 길에 석준(石遵)을 만나 쿠데타를 일으키도록 종용하여 석준을 즉위시켰다.
그러나 염민이 다시 포홍을 참소하였기 때문에 포홍은 불만을 품고 방두를 점거한 채로 동진(東晉)에 투항하여 관작을 받았다. 후조가 후계자 분쟁을 일이키며 혼란에 빠지자 포홍을 비롯하여 각지의 군벌들이 자립하였는데, 포홍과 요익중(姚弋仲)이 모두 고향인 관중으로 돌아가고자 하였다.
이 과정에서 요익중은 포홍을 습격하였으나 패배하였으며, 승리한 포홍은 350년에 삼진왕(三秦王)을 자칭하며 성을 고쳐 부씨(苻氏)로 하였다. 이는 당시에 유행하던 도참인 "草付應王"을 따른 것으로 草(艸)와 付를 합쳐 苻를 성으로 삼았다.
부홍은 관중으로 진격할 준비를 하였으나 부하 마추(麻秋)에게 피습당했고 부홍은 아들 부건에게 관중으로 들어가라는 유언으로 남기고 사망하였다.

## 참고 문헌
- 《자치통감(資治通鑑)》
- 《진서(晉書)》